# 恰库尔图镇
恰库尔图镇，是中华人民共和国新疆维吾尔自治区阿勒泰地区富蕴县下辖的一个乡镇级行政单位。

## 行政区划
恰库尔图镇下辖以下地区：
迎宾路社区、哈希翁村、乔山拜村和恰库尔图村。